# Corte suprema dell'Albania
La Corte suprema della Repubblica d'Albania (in albanese Gjykata e Lartë e Republikës së Shqipërisë) è un organo del sistema giudiziario albanese che serve da corte suprema e corte di ultima istanza.
Il tribunale è composto da 18 giudici che vengono nominati dal Presidente della Repubblica con voto dell'Assemblea per un mandato di nove anni mentre il Presidente della Corte viene eletto dall'assemblea generale dei giudici. Il Presidente in carica è Sokol Sadushi, eletto il 17 ottobre 2023.